# Sean Ryan
Sean Ryan (Estados Unidos, 13 de agosto de 1992) es un nadador estadounidense especializado en pruebas de larga distancia en aguas abiertas, donde consiguió ser campeón mundial en 2011 en los 5 kilómetros por equipo en aguas abiertas.

## Carrera deportiva
En el Campeonato Mundial de Natación de 2011 celebrado en Shanghái (China), ganó la medalla de oro en los 5 kilómetros por equipo en aguas abiertas, con un tiempo de 57:00 segundos, por delante de Australia y Alemania, siendo sus compañeros de equipo: Andrew Gemmell y Ashley Twichell.